# Víctor Drija
Víctor Antonio Drija Vivas (Caracas, Venezuela,16 de enero de 1985) es un actor, cantante, compositor, bailarín y coreógrafo venezolano, conocido por su interpretación en la telenovela de Venevisión y Boomerang Latinoamérica,  Somos tú y yo. Además, de sus temas «Un, dos, tres», «Tu caballero» «Dime qué pasa», «Amanecer» y más recientemente «Bailar contigo».

## Biografía
Víctor Drija nació en la ciudad de Caracas, es hijo de Anita Vivas y Antonio Drija, conocidos bailarines y coreógrafos. Tiene un hermano llamado, George Akram, bailarín en Broadway. Drija asistió a clases de baile en Estados Unidos, con Kehynde Hill, Dave Scott, Brian Green, Tabitha D'Umo, Marty Kudelka, The Jabbawockeez y Shane Sparks.

### Carrera como actor
Su primera aparición en televisión fue en los programas infantiles de RCTV, Video Time y Ruta de las Mañanas y en el programa de televisión de Venevisión Rugemanía. Sus habilidades como bailarín captaron la atención de todos con mucha rapidez y por lo que participó en espectáculos como los Premios Ronda, Chica 2001, Unidos Contra el Cáncer y Premios Anda. En 1999, Drija se estableció en Miami en Estados Unidos y participó en shows como Nuestra Navidad, Macys’ Thanksgiving Parade en 2002. También participó en las obras de teatro Celebremos La Vida y Érase Una Vez Un Baúl Encantado. Drija participó en la gala de los Premios Fox Sports, Premios Lo Nuestro, Premios Juventud y Selena Vive, en los que actuó a lado de grandes artistas como, Gloria Estefan, Alejandro Sanz, Sin Bandera, Olga Tañon, Ivy Queen, Paulina Rubio, Aleks Syntek, Aventura, Frankie J y Juan Luis Guerra.
En 2007, fue elegido para participar en la serie Somos tú y yo, una coproducción entre Boomerang y Venevisión, después de seis meses de pruebas, Drija fue elegido como protagonista de la serie serie original de Venevisión, Somos tú y yo, donde interpretó el personaje Víctor Gómez. La serie fue una coproducción entre la cadena Boomerang y Venevisión. La serie fue transmitida en Latinoamérica, Europa, Medio Oriente y Asia. Drija participó en la gira nacional en Venezuela, para interpretar algunos temas de la serie. La serie se estrenó por primera vez el 27 de junio de 2007 en Venezuela por Venevisión y su último episodio contó con aproximadamente 5.9 millones de espectadores, siendo una de las series más exitosas del canal. La serie se estrenó el 15 de enero de 2008 por Boomerang en Latinoamérica y Europa. Su participación en la serie, lo ayudó a consolidarse como un actor reconocido. La serie finalizó el 15 de diciembre de 2008 y su episodio final tuvo una audiencia de aproximadamente 9.8 millones, la mayor audiencia recibida por cualquier episodio final de una serie de Boomerang Latinoamérica.
En 2009, protagonizó la serie, Somos tú y yo, un nuevo día, donde retomó su personaje de Víctor Rodríguez. La serie es un spin-off de Somos tú y yo y fue basada en la película estadounidense Grease. Drija participó en la gira de Somos tú y yo, un nuevo día, que comenzó el 29 de noviembre de 2009 en el Polideportivo de Pueblo Nuevo. La serie se estrenó el 17 de agosto de 2009 por la cadena Boomerang Latinoamérica.
En enero de 2010, realizó una participación especial en la serie, NPS: No puede ser. La serie es el segundo spin-off de Somos tú y yo y marca el cierre de la serie. La serie se estrenó por primera vez el 25 de julio de 2010 en Venezuela por Venevisión y el 8 de noviembre de 2010 por la cadena Boomerang Latinoamérica.
En 2011, interpretó a Gerardo Moncada en la telenovela Natalia del mar. La telenovela fue estrenada el 28 de junio de 2011 en Venezuela. Posteriormente, se estrenó en Latinoamérica, Europa y Asia, con buenos niveles de audiencia.

### Carrera como cantante
En agosto de 2010, debutó como solista, con un sencillo promocional «Un, dos, tres». El sencillo logró captar la atención del público, teniendo repercusión en los medios y diferentes radios nacionales e internacionales. En noviembre de 2010, lanzó el videoclip de su segundo sencillo, «Este amor». También anunció el lanzamiento de su disco debut, Pasado, presente, futuro. En febrero de 2011, lanzó su disco debut, Pasado, presente, futuro, El álbum incluye una variada fusión de sonidos dubstep, reggae, funky y Hard pop electrónico. En marzo de 2011, fue telonero de la cantante colombiana Shakira, en el Poliedro de Caracas en Venezuela. En noviembre de 2011, recibió un galardón por su trabajo en el Festival Internacional de la Orquídea, celebrado en la ciudad de Maracaibo, Venezuela.
En 2012, lanzó el primer sencillo «Amanecer», de su segunda producción discográfica Romance Dance. También presentó la versión en inglés del sencillo, «Sunrise Sunset». Por su trabajo discográfico, recibió tres nominaciones en los Premios Pepsi Music en 2012, como Artista pop del año, Mejor vídeo pop y Artista Refrescante. En noviembre de 2013, presentó su segundo sencillo, «De ti no me voy a olvidar».
En mayo de 2014, Drija recorrió Estados Unidos, Colombia, México, Ecuador y Chile, como parte de su gira Media Tour. El cantante se presentó en programas de televisión, como Showbizz del canal estadounidense CNN en Español, Tu Desayuno Alegre, Charityn y Felipe El Show, entre otros. En abril de 2014, se presentó en los Billboard Latin Music Awards en Miami. También recibió 3 premios en los Premios Video Control en Ecuador, como Artista Revelación Internacional, Tendencia y Mejor Artista Venezuela. En noviembre de 2014, lanzó el sencillo «Única», cuyo videoclip se presentó el 13 de noviembre de 2014.
En 2015, participó en el sencillo, «Te quiero así», de la banda Siete Bonchones. También participó en sencillo de «Cantemos» del cantante, Cáceres, junto al dúo musical Chino y Nacho, Rawayana, Los Cadillac's, Jonathan Moly, Guaco y Jorge Polanco. En marzo de 2015, Drija lanzó el sencillo, «Mía», junto al cantante Samy Hawk. En mayo de 2015, obtuvo el premio a Mejor Artista Región Andina, en los Heat Latin Music Awards. En enero de 2016, lanzó el último sencillo de disco, «Tu caballero». En agosto de 2016, presentó «Beber», el primer sencillo de su tercer disco.
En marzo de 2018, Drija lanzó su nuevo sencillo promocional, "Un poquito más".
En septiembre de 2018 se casó con la modelo Blanca Aljibes. En diciembre de 2019 anunciaron que estaban en la espera de su primer hijo. El 2 de julio de 2020 nació Liam Michael Drija Aljibes. En febrero de 2023 anunciaron que estaban esperando su segundo hijo y el 23 de agosto nació Chris Nazareno Drija Aljibes.
En noviembre de 2018, estrenó nuevo promocional llamado así "Tu Culpa". Posteriormente sacó al mercado el sencillo "Esa sonrisita". En diciembre del mismo año, fue el estreno de "Hace lo que le da la gana" Formando parte del álbum "Victorias". En mayo del 2020 siguió el sencillo "¿Por qué no vienes?" junto al vídeo musical dirigido por su hermano George Akram y padre Antonio Drija. También ese año lanzó la colaboración "Cuando te pienso" junto a Astrid Celeste. En diciembre sacó un cover de la canción "Estrella en Navidad". Para el 2021, en agosto se estrenó "Momentos" junto a Gabylonia. En octubre, en broma estrenó "Tu Bratt Pitt". En diciembre participó en una canción junto a Víctor Muñoz «Fresa». En el 2022, marzo estrenó junto a Kobi Castillo el vídeo de la canción "Nos Toca". El 22 de septiembre estrena "Pelikulon".
En 2023, estrena su videoclip «Bailar contigo», el tema está basado en los géneros bachata y pop latino. En mayo de 2023 ingresa al elenco de la coproducción de Hispanomedios con Venevisión, Dramáticas, marcando su regreso a la actuación tras 10 años inactivo.

## Discografía
| - Somos tú y yo (2007-2008) - Somos tú y yo, un nuevo día (2009) - Pasado, presente, futuro (2011) - Romance Dance (2015) | Sencillos - «Un, dos, tres» con Oscarcito - «Dime qué pasa» con Franco Bellomo - «Este amor» - «Noche Eterna» - «Amanecer» - «Sunrise Sunset» - «De ti no me voy a olvidar» - «Única» - «Tu Caballero» - «Beber» - «Un poquito más» - «Tu culpa» - «Esa sonrisita» - «Hace lo que le da la gana» - «Cuánto te pienso» con Astrid Celeste - «¿Por qué no vienes?» | Colaboraciones - «Quién te acelera el corazón» con Juan Miguel - «Mía» con Samy Hawk |

## Filmografía

### Televisión
| Año       | Título                      | Cadena                   | Personaje        | Notas          |
| --------- | --------------------------- | ------------------------ | ---------------- | -------------- |
| 2007-2008 | Somos tú y yo               | Venevisión               | Víctor Gómez     | Protagonista   |
| 2009      | Somos tú y yo, un nuevo día | Venevisión               | Víctor Rodríguez | Protagonista   |
| 2011-2012 | Natalia del mar             | Venevisión               | Gerardo Moncada  | Coprotagonista |
| 2012-2013 | Ponte de pie                | Venevisión               | Víctor           | Protagonista   |
| 2023      | Drámaticas                  | Hispanomedios/Venevisión | Piero Pérez      | Secundario     |

## Giras musicales
- Somos tú y yo (2008-2010)
- Media Tour (2014) (solista)

## Premios y nominaciones
| Año  | Premio                                | Categoría                   | Trabajo nominado | Resultado |
| ---- | ------------------------------------- | --------------------------- | ---------------- | --------- |
| 2011 | Festival Internacional de la Orquídea | Artista Revelación del año  | Él mismo         | Ganador   |
| 2012 | Premios Pepsi Music                   | Disco pop del año           | Él mismo         | Ganador   |
| 2012 | Premios Pepsi Music                   | Artista urbano del año      | Él mismo         | Ganador   |
| 2012 | Premios Pepsi Music                   | Canción urbana del año      | Él mismo         | Ganador   |
| 2012 | Premios Pepsi Music                   | Video urbano                | Él mismo         | Ganador   |
| 2012 | Premios Pepsi Music                   | Banda Refrescante           | Él mismo         | Ganador   |
| 2013 | Premios Pepsi Music 2013              | Canción pop del año         | Él mismo         | Nominado  |
| 2013 | Premios Pepsi Music 2013              | Vídeo pop del año           | Él mismo         | Nominado  |
| 2013 | Premios Pepsi Music 2013              | Disco pop del año           | Él mismo         | Ganador   |
| 2013 | Premios Pepsi Music 2013              | Artista Pop del año         | Él mismo         | Nominado  |
| 2013 | Premios Pepsi Music 2013              | Vídeo pop del año           | Él mismo         | Nominado  |
| 2013 | Premios Pepsi Music 2013              | Artista Refrescante         | Él mismo         | Nominado  |
| 2015 | Heat Latin Music Awards               | Mejor Artista Región Andina | Él mismo         | Ganador   |